# مخصي

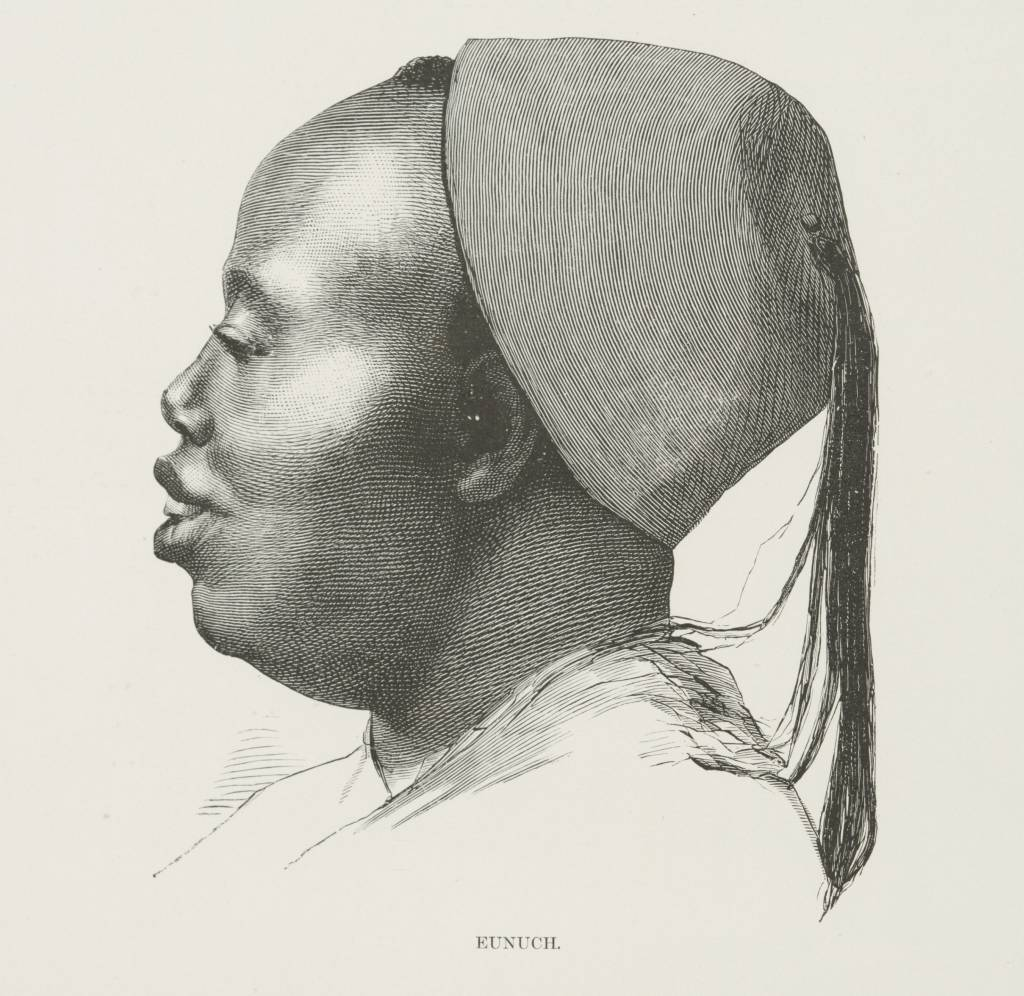
مخصي عثماني تركي

المخصي أو الخصي هو رجل أجري له إخصاء، أي استؤصلت خصيتيه، ولا سيما مخصى في وقت مبكر يكفي لأن لا تكون آثار هرمونية هامة أو علامات بلوغ؛ وعادة ما يشير المصطلح إلى المخصى لأداء وظيفة اجتماعية محددة، كما كان شائعا في كثير من المجتمعات من الماضي. أقدم حالات إخصاء متعمدة سجلت في سومر في مدينة لجش في القرن الحادي والعشرين قبل الميلاد. على مدى آلاف السنين منذ ذلك الحين أدى المخصيون عددًا الوظائف في كثير من ثقافات مختلفة، مثل: رجال الحاشية أو خوادم المنازل وما يعادلهم، مطربين تربل، وبعض رجال الدين والمسؤولين الحكوميين والقادة العسكريين، والأوصياء على النساء أو الخدم والحريم. في بعض الترجمات للنصوص القديمة جرى التعرف على بعض الأفراد المخصيين أحيانا تاريخيا وشملت الرجال الذين كانوا عاجزين مع النساء، فضلا عن أولئك الذين كانوا عزاباً.

## وانظر أيضا
- ختان الإناث
- ختان
- أنثى متحولة جنسيا
- مقطوش